# Augustin Lesieux
Augustin Lesieux né le 14 juin 1877 à Sombrin et mort le 3 janvier 1964 à La Chapelle-sur-Loire est un sculpteur français.

## Biographie
Augustin  Alcide Joseph Lesieux naît le 14 juin 1877 à Sombrin dans le département du Pas-de-Calais du mariage d'Augustin Joseph Lesoeux et de Félicie Aglaé Josèphe Leroy. Orphelin de bonne heure, Augustin Lesieux est élevé par sa sœur aînée à Coullemont. Il est passionné de sculpture et s'inscrit à l'école de dessin d'Arras. Son professeur de modelage, monsieur Delrue, lui trouve du talent et l'invite à persévérer dans cette voie. Après un passage à l'école des beaux-arts de Lille, il est admis à l'école des beaux-arts de Paris dans l'atelier de Gabriel-Jules Thomas en 1899, qu'il quitte rapidement pour rejoindre l'atelier de Louis-Ernest Barrias. Son besoin d'indépendance l'amène à quitter Barrias et à s'installer dans un petit atelier, rue de Vaugirard. Le manque d'argent, pour payer des modèles, l'incite à sonner chez Auguste Rodin qui le prend dans son atelier. 
Il obtient une mention au Salon de 1902 avec un sujet intitulé Le Coup de foudre.
Pendant la Première Guerre mondiale, il est mobilisé dans le Pas-de-Calais où il réalise le portrait du général Ditte à cheval, qu'il termine au château de Scadette. Indépendamment des œuvres réalisées pendant la guerre, il réalise des bustes de plusieurs notables, comme Gaston Boulanger, député du Pas-de-Calais. Ensuite, il réalise de nombreux monuments aux morts dans le Pas-de-Calais, au Portel, Marquise, Guînes, Étaples, Saint-Laurent-Blangy et Lens.
Au Salon de 1926, il présente une œuvre représentant le travail de la terre évoquée par un paysan conduisant une charrue tirée par des bœufs, ce qui permet d'apprécier ses qualités de sculpteur animalier,.
Il fréquente le groupe de l'école de Wissant fondé par ses amis Virginie Demont-Breton et Adrien Demont.
Il meurt le 3 janvier 1964 à La Chapelle-sur-Loire dans le département d'Indre-et-Loire.

## Distinctions
Officier de l'Instruction publique. Augustin Lisieux est nommé officier de l'Instruction publique en 1938.

## Œuvres dans les collections publiques
- Ardres: Monument au Général Victor de Saint-Just.
- Arras :
  - cathédrale Notre-Dame-et-Saint-Vaast : Henri Édouard Dutoit (1873-1953), buste.
  - cimetière : Amédée et Émile Doutremepuich, bas-relief.
  - Direction départementale de l'agriculture : Messidor, statue en pierre.
  - casino, foyer :
    - Félix Planquette, buste ;
    - Émile Poiteau, buste.

  - hôtel de ville :
    - Jean Bodel, buste ;
    - Guy Mollet, buste.
- Bapaume : Monument aux députés Raoul Briquet et Albert Tailliandier.
- Chaville : Monument aux morts[5].
- Douai, musée de la Chartreuse :
  - Virginie Demont-Breton, buste[6] ;
  - Adrien Demont, buste[7].
- Étaples : 1924, pierre de Vilhonneur.
- Falaise, mairie : Louis Liard (1846-1917), 1953, buste[8],[9].
- Fontenay-aux-Roses :
  - Rosine, sculpture monumentale pour les fêtes des Rosati en 1931 et 1932 ;
  - Théâtre de Verdure (1931) installé dans le parc Sainte-Barbe, détruit dans les années 1960-1970, réplique de celui d'Arras (1928) encore en place[10].
- Gap, conseil général des Hautes-Alpes : Vauban, 1937, buste en pierre.
- Guînes : 1921.

- Lens :

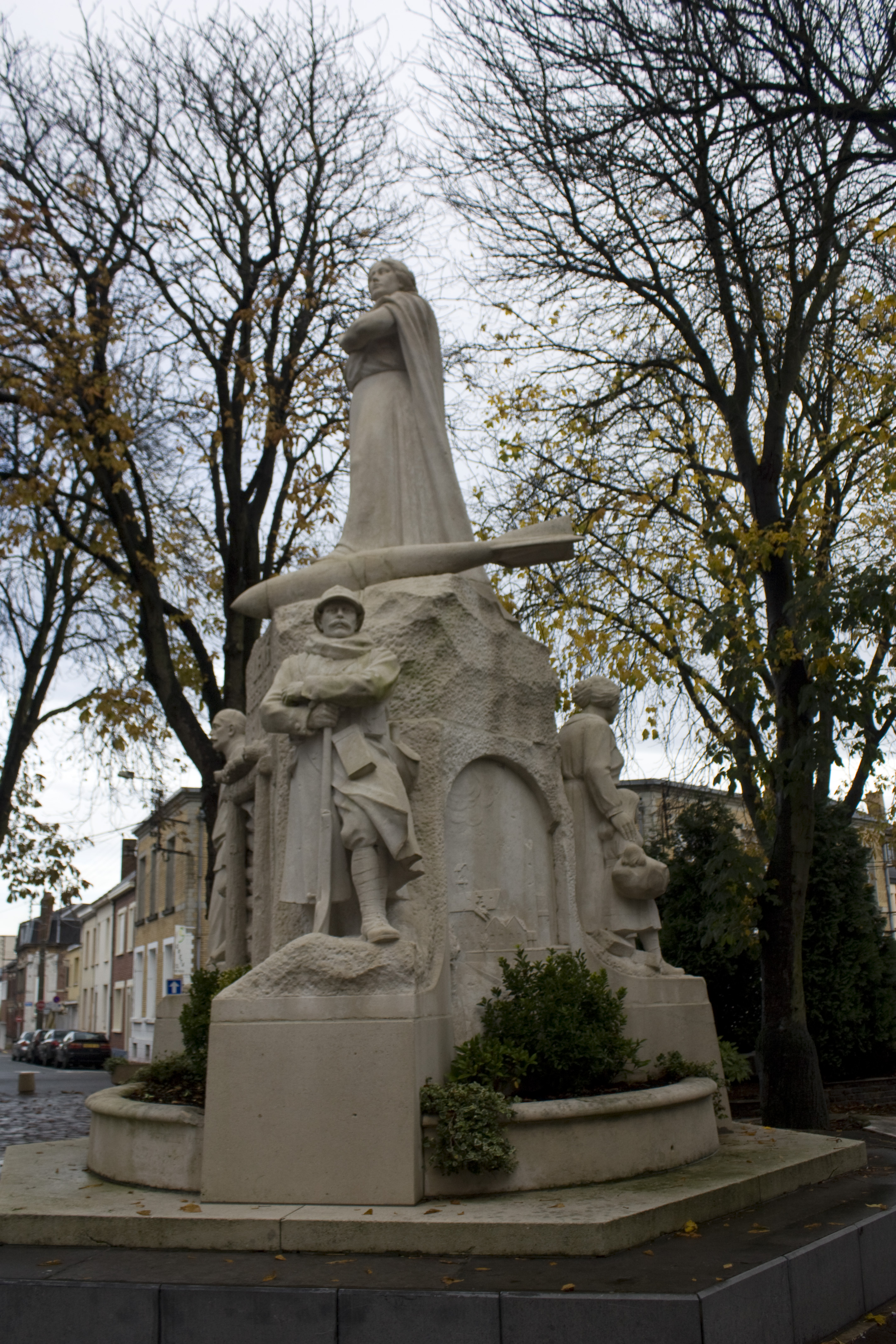
Monument aux morts de la Première Guerre mondiale (1925), Lens.

  - Monument aux morts de la Première Guerre mondiale, 1925,  Inscrit MH (2009) ;
  - Monument à Émile Basly, 1933, inscription aux monuments historiques en 2009[11].
- Le Portel.
- Les Attaques.
- Méricourt : Monument à Jean Jaurès, inauguré le 15 août 1929.
- Outreau : Monument aux morts, 1921, date de la première inauguration par la municipalité socialiste de l'époque, l'absence des autorités religieuses, pas de service religieux, ni bénédiction provoque la protestation des habitants et le 5 février 1922, une seconde inauguration a lieu. Ce monument réalisé par une souscription publique a coûté 18 000 francs[12] ;
- Saint-Cloud, cimetière : Monument funéraire de Robert Spire (1838-1915), bas-reliefs en bronze représentant le Christ et une femme agenouillée.
- Saint-Laurent-Blangy.
- Saint-Léger.
- Tilloy-lès-Mofflaines :  Messidor.
- Tincques : Monument au docteur Edmond Théret.

- Localisation inconnue :
  - L'Amour et l'Art, sculpture en pierre, achat de l'État français en 1943.
  - L'Automne, statue en pierre, achat de l'État français.

## Salons
- Salon des artistes français :
  - 1902 : Coup de foudre ;
  - 1909 : La Marche de la Vie, haut-relief ;
  - 1920 : Statue équestre du général Ditte.